# Loi 5 du football
 (juin 2018).
Si vous disposez d'ouvrages ou d'articles de référence ou si vous connaissez des sites web de qualité traitant du thème abordé ici, merci de compléter l'article en donnant les références utiles à sa vérifiabilité et en les liant à la section « Notes et références ».

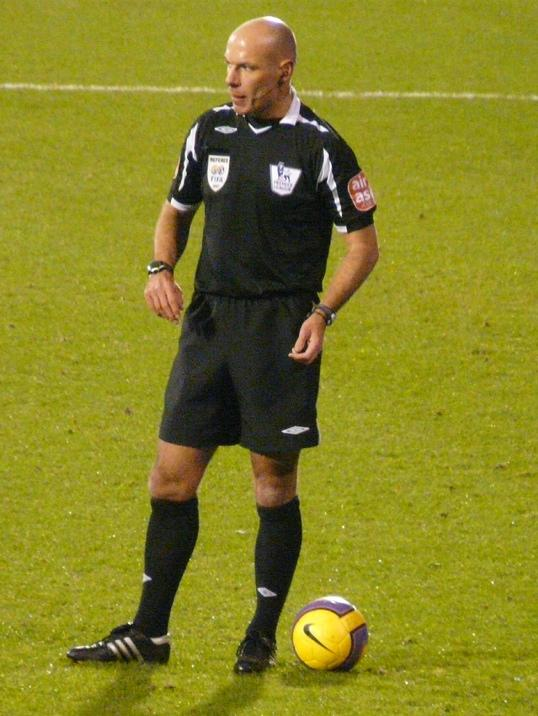
Howard Webb, arbitre anglais de football

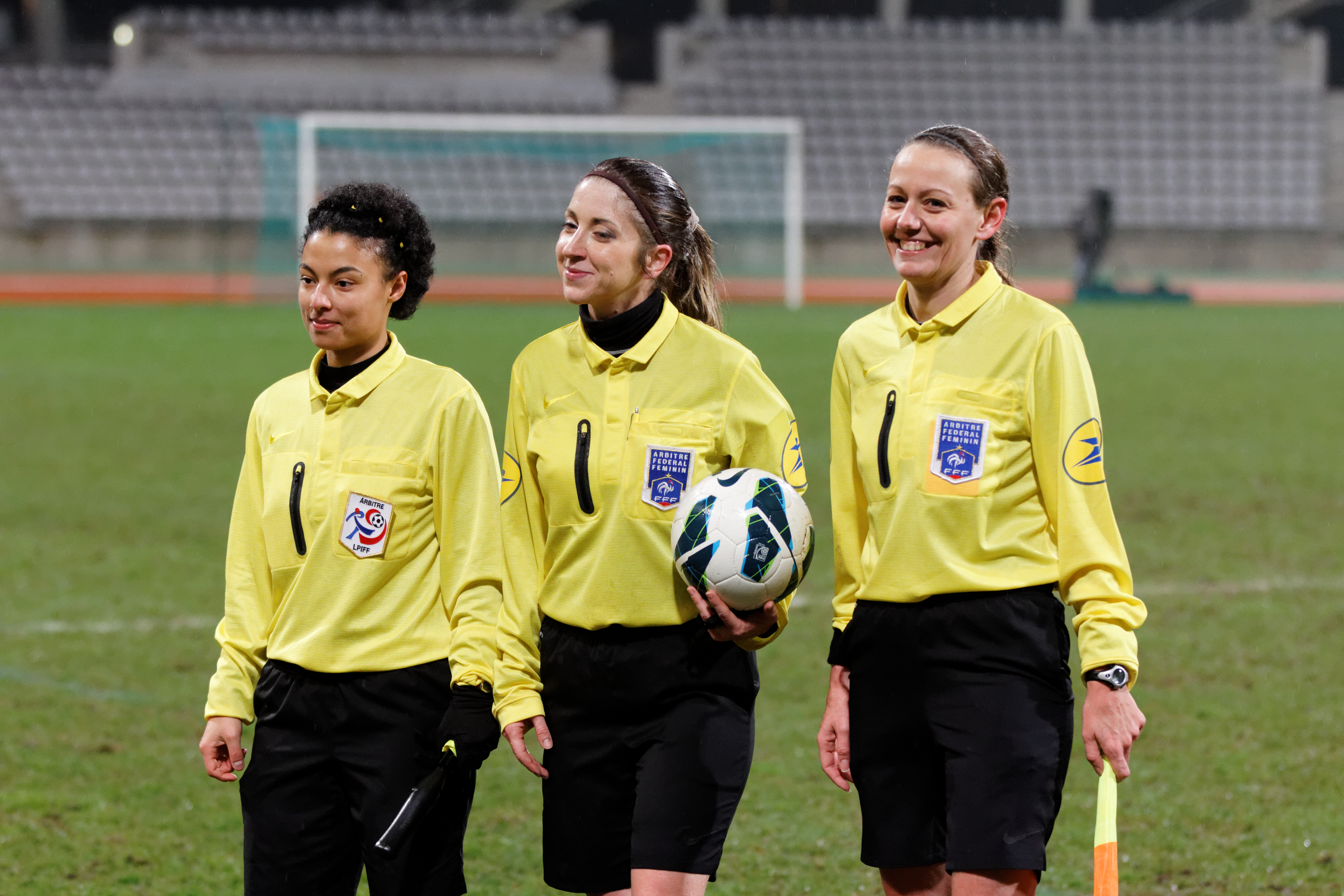
Trio arbitral en Division 1 féminine.

La loi 5 du football fait partie des lois du jeu régissant le football, maintenues par l'International Football Association Board (IFAB). La loi 5 se rapporte à l'arbitre.

## L’autorité de l’arbitre
Chaque match de football se dispute sous le contrôle d’un arbitre central, disposant de toute l’autorité nécessaire pour veiller à l’application des Lois du Jeu dans le cadre du match qu’il est appelé à diriger, ainsi que 2 arbitres assistants.

## Compétences et obligations
L’arbitre doit :
- veiller à l’application de toutes les lois du jeu ;
- assurer le contrôle du match en collaboration avec arbitres assistants ;
- s’assurer que le ballon satisfait aux exigences de la loi 2 ;
- s’assurer que l’équipement des joueurs satisfait aux exigences de la loi 4 ;
- assurer la fonction de chronométreur et rédiger une feuille de match ;
- arrêter le match temporairement, le suspendre ou l’arrêter définitivement, à sa discrétion, à chaque infraction aux Lois.
- accepter la prise en compte de toute réserve technique émanant des capitaines, qu'elle lui semble justifiée ou non

### Interférences extérieures
- arrêter le match temporairement, le suspendre ou l’arrêter définitivement en raison de l’interférence d’événements extérieurs, quels qu’ils soient (bagarres, éclairage insuffisant...)
- arrêter le match si un spectateur donne un coup de sifflet qui interfère avec le jeu ou si un ballon supplémentaire, un objet, un spectateur ou un animal se retrouve sur le terrain durant la rencontre et interfère avec le jeu. L’arbitre doit faire reprendre la partie par une balle à terre
- laisser le jeu se poursuivre si un spectateur donne un coup de sifflet, ou si un ballon supplémentaire, un objet, un spectateur ou un animal se retrouve sur le terrain durant la rencontre mais qu’il n’y a pas interférence avec le jeu et s’assurer que l’élément supplémentaire est retiré le plus vite possible et au plus tard à l’arrêt de jeu suivant
- il est demandé aux arbitres de suspendre le match durant tout orage avec foudre

### Blessures
- arrêter le match s’il considère qu’un joueur est sérieusement blessé et s’assurer que le joueur est porté hors du terrain de jeu. Un joueur blessé ne pourra retourner sur le terrain de jeu qu’une fois que le match aura repris.
- laisser le jeu se poursuivre jusqu’à ce que le ballon ait cessé d’être en jeu si, à son avis, un joueur n’est que légèrement blessé,
- exiger que tout joueur ayant demandé des soins quitte le terrain. Il ne pourra y revenir qu’après la reprise du jeu, depuis la ligne de touche, ou lors d'un arrêt de jeu suivant, depuis n'importe où. Cette règle connaît deux exceptions : en cas de blessure du gardien de but, ou si la blessure a été sanctionnée par un pénalty, un avertissement ou une expulsion.
- faire en sorte que tout joueur souffrant d’une plaie qui saigne quitte le terrain de jeu. Le joueur ne pourra y revenir qu'une fois le saignement stoppé.

### Avantage
- laisser le jeu se poursuivre quand l’équipe contre laquelle une faute a été commise peut en tirer un avantage, et sanctionner la faute commise initialement si l’avantage escompté n’intervient pas dans un court délai,

### Mesures disciplinaires
- sanctionner la faute la plus importante quand une équipe commet simultanément plusieurs fautes,
- accorder une balle à terre lorsque deux fautes sont commises au même instant par des adversaires, sans qu'il ne soit possible de déterminer la faute ayant eu lieu en premier (si les deux équipes évoluent avec un joueur supplémentaire en même temps par exemple, sans que l'on sache quelle est la première fautive)
- prendre des mesures disciplinaires à l’encontre de tout joueur ayant commis une faute passible d’avertissement ou d’exclusion. L’arbitre n’est pas tenu de réagir immédiatement, mais doit le faire lors de la prochaine interruption de jeu ou si le joueur fautif retouche le ballon (pour une expulsion)
- Si un assistant signale une faute passible d’avertissement ou d'exclusion, que son signal n’est pas remarqué, et que le jeu arrêté a repris, l’arbitre pourra prendre la mesure disciplinaire à l'arrêt de jeu suivant, mais ne pourra plus modifier toute action ou fait s'étant produite jusqu'à ce moment. Pas de faute si le joueur en question joue le ballon et balle à terre si l'arbitre interrompt le jeu.
- Si l’arbitre oublie d'expulser un joueur à la suite de deux avertissements, l’arbitre doit interrompre le jeu et expulser le joueur en question, mais il ne pourra plus modifier toute action ou fait s'étant produit jusqu'à ce moment.
S'agissant d'une erreur de l'arbitre, la reprise du jeu sera balle à terre à l'endroit où était situé le ballon, sous réserve d'avantage.
- L'arbitre ne peut en revanche plus retirer un avertissement ou une expulsion distribué à tort dès lors que le jeu a repris.
- prendre des mesures à l’encontre des officiels de l’équipe qui n’ont pas un comportement responsable. Depuis la saison 2019-2020, l'arbitre peut sanctionner d'un avertissement (carton jaune) ou une exclusion (carton rouge). Ce dispositif permet une plus grande clarté envers le public concernant les décisions prises envers les officiels d'équipe.
- faire en sorte qu’aucune personne non autorisée ne pénètre sur le terrain de jeu,
- autoriser tout joueur qui le lui demande à quitter provisoirement le terrain (pour blessure, changement de tenue, désaltération, consigne tactique, etc.), dès lors que l'équipe dispose du nombre de joueurs minimum requis. Cet accord et cette sortie peut se faire ballon en jeu. Un joueur ayant quitté le terrain ne peut y revenir qu'avec accord de l'arbitre. Si le ballon est en jeu, le retour doit se faire depuis la ligne médiane (Il peut se faire depuis n'importe où lors d'un arrêt de jeu). Si un joueur ayant demandé à sortir intervient dans le jeu avant d'avoir quitté le terrain, il sera averti et un coup franc direct sera sifflé.
- donner le signal de la reprise du match après une interruption du jeu,
- remettre aux clubs un rapport consignant les informations relatives à toute mesure disciplinaire qu’il a prise à l’encontre de joueurs et/ou d’officiels, ainsi que tout autre incident survenu avant, pendant ou après la rencontre.
- Si des faits de jeu se produisent alors qu'un arbitre est inconscient, ils peuvent être validé avec l'accord d'un arbitre assistant neutre. Balle à terre en tout autre cas.

## Décisions de l’arbitre
Les décisions de l’arbitre sur les faits en relation avec le jeu sont sans appel. Cependant, sous réserve que le jeu n’ait pas repris, l’arbitre peut revenir sur sa décision s’il se rend compte que celle-ci est incorrecte ou, à sa discrétion, à la suite d'un avis d’un arbitre assistant vidéo ou de terrain. Dans le cas de la fin d'une période, l'arbitre peut revenir sur sa décision tant qu'il est encore sur le terrain de jeu. Il ne pourra plus modifier tout fait (but, sortie...) dès lors que le jeu a repris. Mais s'il découvre ultérieurement une faute passible d’avertissement ou d'exclusion, l’arbitre pourra prendre la mesure disciplinaire à l'arrêt de jeu suivant, tous les éventements jusqu'à cet arrêt de jeu restant acquis.

## Absence ou empêchement
En cas d'absence ou de blessure d'un arbitre, la réglementation de la compétition doit prévoir des modalités à suivre afin de pourvoir à son remplacement. En France, l’arbitre présent (en tant que spectateur, sur un autre match...) de la plus haute catégorie le remplace. À défaut, il sera procédé à un tirage au sort entre les dirigeants. A l'instar des remplacements de joueurs, lorsque l'arbitre a été remplacé, celui-ci devient de droit titulaire. Il ne peut plus être remplacé par l’arbitre officiellement désigné qui arriverait ultérieurement.